# Djupvik och Fagerfjäll
Djupvik och Fagerfjäll är en av SCB år 2015 definierad och namnsatt tätort, belägen i Stenkyrka socken i Tjörns kommun, Västra Götalands län. Området består av bebyggelse i Fagerfjäll som före 2015 klassades som småort, Djupvik och den tidigare småorten Södra Bäck.
I Fagerfjäll finns bland annat en motorbana.

## Befolkningsutveckling
| Befolkningsutvecklingen i Djupvik och Fagerfjäll 2015–2020                                                                              | Befolkningsutvecklingen i Djupvik och Fagerfjäll 2015–2020 | Befolkningsutvecklingen i Djupvik och Fagerfjäll 2015–2020 | Befolkningsutvecklingen i Djupvik och Fagerfjäll 2015–2020 | Befolkningsutvecklingen i Djupvik och Fagerfjäll 2015–2020 |
| --- | ---------------------------------------------------------- | ---------------------------------------------------------- | ---------------------------------------------------------- | ---------------------------------------------------------- |
| |                                                            |                                                            |                                                            |                                                            |
| År |                                                            |                                                            | Folkmängd                                                  | Areal (ha)                                                 |
| 2015 | 2015                                                       |                                                            | 284                                                        | 195                                                        |
| 2020 | 2020                                                       |                                                            | 217                                                        | 120                                                        |
| Anm.: Ny tätort 2015, i området fanns tidigare småorterna Södra Bäck och Fagerfjäll, den senare som 2010 hade 70 invånare på 26 hektar. |                                                            |                                                            |                                                            |                                                            |